# شهرستان گوسونگ (گانگوون، کره شمالی)
شهرستان گوسونگ (به کره‌ای: 고성군) یک شهرستان در جنوب‌شرق کره شمالی (شرق شبه‌جزیره کره) است که در تابعیت استان گانگوون قرار دارد.
این شهرستان، شهرستانی تقسیم شده می‌باشد. منطقه غیرنظامی کره که در عمل مرز بین دو کره می‌باشد، از میان این شهرستان عبور کرده. برای همین در کره جنوبی نیز نیمهٔ جنوبی این شهرستان در تابعیت نیمهٔ جنوبی استان گانگوون وجود دارد. به تبع دونیم شدن این شهرستان، مرکز آن، یعنی اراضی تابعهٔ حوزهٔ «شهرک گوسونگ» [북산읍]، نیز دو نیم شد. منطقهٔ مسکونی اصلی «شهرک گوسونگ» در شمال مرز بین دو کره و در تابعیت کره شمالی قرار گرفت. در سال ۱۹۵۲ میلادی، در کره شمالی، «قصبه» به‌عنوان یک واحد اداری بالکل منحل شد. در عوض، روستاهای کوچکتر و بزرگتر در جای‌جای کشور با هم تجمیع شده و وظایف اداری بیشتری به آن‌ها سپرده شد، و آن‌ها عملا به سطح سوم تقسیمات کشوری، مستقیما تابعهٔ شهرستان‌ها تبدیل شدند. در حین این پروسه، «شهرک گوسونگ» نیز تقلیل درجه یافته و به «روستای گوئوپ» [구읍리] تغییر نام داد. در ابتدا، در دسامبر سال ۱۹۵۲ میلادی، مرکز اداری شهرستان (شمالی) گوسونگ به مجموعه روستاهایی در «قصبهٔ اوئگوم‌گانگ» [외금강면]، که به «شهرک گوسونگ» تغییر نام داده بود، منتقل شد. اما یک سال بعد، در سال ۱۹۵۳ میلادی، مرکز اداری شهرستان (شمالی) گوسونگ به «شهرک جانگجون» [장전읍] که به «شهرک گوسونگ» تغییر نام داد، منتقل شد. آن مجموعه روستاهایی که اولین مرکز اداری شهرستان (شمالی) گوسونگ تشکیل می‌دادند، به «روستای اون‌جونگ» [온정리] تغییر نام دادند.
در کره جنوبی، اراضی «شهرک گوسونگ» منحل شده و اراضی آن به تابعیت «قصبهٔ هیونّه» در آمد. مرکز اداری شهرستان (جنوبی) گوسونگ به «شهرک گانسونگ» منتقل شد. این شهرک تا پیش از سال ۱۹۱۹ میلادی نیز مرکز اداری این منطقه بوده.
شهرستان گوسونگ (در تابعیت کره شمالی) ۸۵۸٫۶ کیلومتر مربع مساحت و ۶۱٬۲۷۷ نفر جمعیت دارد. دولت کره شمالی بر روی نیمهٔ جنوبی این شهرستان نیز ادعای حاکمیت دارد، و بر اساس این ادعا، این شهرستان ۱٬۵۲۲٫۹۴ کیلومتر مربع مساحت و حدود ۸۵٬۰۰۰ نفر جمعیت دارد.

## تقسیمات اداری
شهرستان گوسونگ به ۱ شهرک و ۲۳ روستای تابعه تقسیم شده است.
| - ‌ شهرک‌ها - گوسونگ (고성읍، Kosŏng-ŭp) - روستاها - اونجون (운전리، Unjŏl-li) - اونجونگ (온정리، Onjŏng-ri) - اونگوک (운곡리، Ungong-ri) - بوکسونگ (복송리، Poksong-ri) - بونگها (봉하리، Pongha-ri) - جانگپو (장포리، Changp'o-ri) - جودون (주둔리، Chudung-ri) - جونگ‌گوک (종곡리، Chonggong-ri) - چوگو (초구리، Ch'ogu-ri) - دوپو (두포리، Tup'o-ri) - رونگ‌دونگ (릉동리، Rŭngdong-ri) | - روستاها (ادامه) - ریوم‌سونگ (렴성리، Ryŏmsŏng-ri) - سامیلپو (삼일포리، Samilp'o-ri) - سونگبوک (성북리، Sŏngbung-ri) - سونهانگ (순학리، Sunhang-ri) - شینبونگ (신봉리، Sinbong-ri) - گوبونگ (고봉리، Kobong-ri) - گومچول (금천리، Kŭmch'ŏl-li) - گوئوپ (구읍리، Kuŭp-ri) - نام‌ئه (남애리، Nam'ae-ri) - وول‌بیسان (월비산리، Wŏlbisal-li) - هه‌بانگ (해방리، Haebang-ri) - هه‌گومگانگ (دریای گومگانگ) (해금강리، Haegŭmgang-ri) |

## تاریخ
استان گانگوون به شکل مدرن آن در ماه اوت ۱۸۹۶ میلادی تاسیس شد. دو شهرستان «گان‌سونگ» [간성군] و «گوسونگ» [고성군] در تابعیت این استان قرار گرفت.
پس از برقراری حاکمیت استعماری ژاپن بر کره در سال ۱۹۱۰ میلادی، این استان، بدون تغییر خاصی، ادامه یافت. علاوه بر نام رسمی کره‌ای آن‌ها، «گان‌سونگ» و «گوسونگ»، نام ژاپنی آنان نیز (تلفظ ژاپنی همان نویسه‌های چینی بازتاب‌دهندهٔ نام این استان)، شهرستان کانجو (به ژاپنی: 杆城郡، برگردان به لاتین: Kanjō-gun) و شهرستان کوجو (به ژاپنی: 高城郡، برگردان به لاتین: Kōjō-gun) به رسمیت رسید. 
در آوریل سال ۱۹۱۴ میلادی، دو شهرستان «گان‌سونگ/کانجو» [간성군، 杆城郡] و «گوسونگ/کوجو» [고성군، 高城郡] تحت نام «گان‌سونگ/کانجو» و با مرکزیت «قصبهٔ گونّه/گونّای» [군내면، 郡内面] متحد شدند.
در اکتبر سال ۱۹۱۷ میلادی، «قصبهٔ گونّه/گونّای» به «قصبهٔ گان‌سونگ/کانجو» [간성면، 杆城面] تغییر نام داد.
در مه سال ۱۹۱۹ میلادی، نام شهرستان به «گوسونگ» تغییر کرده و مرکز اداری آن به «قصبهٔ گوسونگ/کوجو» [고성면، 高城面] منتطق شد.
در همین تاریخ، دو قصبهٔ «توسونگ/دوجو» [토성면، 土城面] و «جوگوانگ/چیکوو» [죽왕면، 竹旺面] از این شهرستان به شهرستان یانگ‌یانگ/جویو پیوستند.
در سال ۱۹۳۷ میلادی، با جدایی چهار روستا از «قصبهٔ شین‌بوک/شینبُوکُو» [신북면، 新北面] در منتهی‌الیه شمالی این شهرستان، شامل روستاهای «جاجگجون/چوسِن» [장전리، 長箭里]، «سونگبوک/جوهُوکُو» [성북리، 城北里]، «جوهوم/شوکِن» [주험리، 州険里]، «ساهو/ساکو» [사호리، 沙湖里]، «شهرک جانگجون» در این شهرستان تاسیس شد.
در سال ۱۹۳۹ میلادی، «قصبهٔ شین‌بوک/شینبُوکُو» به «قصبهٔ اوئگوم‌گانگ/گایکونگو» [외금강면، 外金剛面] تغییر نام داد.
در اکتبر ۱۹۴۱، مرکز این شهرستان، «قصبهٔ گوسونگ/کوجو» به شهرک [고성읍، 高城邑] ارتقاء یافت.
در آن دوران، در سال ۱۹۴۵ میلادی، پیش از استقلال کره، شهرستان گان‌سونگ/کانجو متشکل از ۲ شهرک و ۶ قصبه بود:
1. شهرک جانگجون/چوسِن (장전읍، 平康邑، Changjŏn-ŭp/Chōsen-yū)
2. شهرک گوسونگ/کوجو (고성읍، 高城邑، Kosŏng-ŭp/Kōjō-yū)
3. قصبهٔ اوئگوم‌گانگ/گایکونگو (외금강면، 外金剛面، Oegŭmgang-myŏn/Gaikongō-men)
4. قصبهٔ سودونگ/سویدو (수동면، 水洞面، Sudong-myŏn/Suidō-men)
5. قصبهٔ غربی (سو/سای) (서면، 西面، Sŏ-myŏn/Sai-men)
6. قصبهٔ گان‌سونگ/کانجو (간성면، 杆城面، Kansŏng-myŏn/Kanjō-men)
7. قصبهٔ گوجین/کیوشین (거진면، 巨津面، Kŏjin-myŏn/Kyoshin-men)
8. قصبهٔ هیونّه/کِنّای (현내면، 県内面، Hyŏnnae-myŏn/Kennai-men)

پس از استقلال کره از ژاپن در سال ۱۹۴۵ میلادی، این کشور به دو نیمه تقسیم شد. مرز بین دو کره در آن زمان، مدار ۳۸ درجه شمالی در نظر گرفته شده بود. این مدار از میان استان (تاریخی) گانگوون عبور می‌کند. در نتیجه استان گانگوون به نیمهٔ شمالی و نیمهٔ جنوبی تقسیم شد. تمامی اراضی این شهرستان، در شمال این مدار قرار گرفتند، و در تبعیت استان (شمالی) گانگوون قرار گرفت. 
با پایان جنگ کره در سال ۱۹۵۳ میلادی و امضای آتش‌بس بین کره شمالی و ایالات متحده آمریکا، بخش‌هایی از اراضی این شهرستان تحت حاکمیت کره جنوبی قرار گرفت و تنها بخشی از آن در حاکمیت کره شمالی باقی ماند. 
در ماه‌های پایانی جنگ کره، پیش از امضاء توافق آتش‌بس، مرز بین دو کره تقریبا تثبیت شده بود. به همین دلیل، در دسامبر سال ۱۹۵۲ میلادی در کره شمالی، اصلاحات تقسیماتی گسترده‌ای اجراء شد که در طول آن، «قصبه» به‌عنوان یک واحد اداری بالکل منحل شد. در عوض، روستاهای کوچکتر و بزرگتر در جای‌جای کشور با هم تجمیع شده و وظایف اداری بیشتری به آن‌ها سپرده شد، و آن‌ها عملا به سطح سوم تقسیمات کشوری، مستقیما تابعهٔ شهرستان‌ها تبدیل شدند.
در همان تاریخ و در چهارچوب این پروسه، ۱۵ روستا از قصبهٔ منحل شدهٔ «ریم‌نام» [림남면] از شهرستان تونگچون جدا شده و ضمیمهٔ شهرستان گوسونگ شد.
در همان تاریخ، و به دلیل عبور جبههٔ جنگ از میان این شهرستان، در دسامبر سال ۱۹۵۲ میلادی،  مرکز اداری شهرستان (شمالی) گوسونگ به مجموعه روستاهایی در «قصبهٔ اوئگوم‌گانگ» [외금강면]، که به «شهرک گوسونگ» تغییر نام داده بود، منتقل شد. در همین زمان، «شهرک گوسونگ» سابق نیز تقلیل درجه یافته، و مناطق مسکونیِ اصلیِ این «شهرک» به «روستای گوئوپ» [구읍리] تغییر نام داد. (این تغییرات در لیستِ زیر نشان داده شده‌اند)
در سال ۱۹۵۲ میلادی طول پروسهٔ انحلال قصبه‌ها و تشکیل شهرستان‌های نوین، مجموعا ۷۰ روستا از شهرستان گوسونگ و شهرستان تونگچون در این شهرستان مانده، شامل:
- ۶ روستا از شهرک منحل شدهٔ «جانگجون» [장전읍]
- ۱۴ روستا از شهرک منحل شدهٔ «گوسونگ» [고성읍]
- ۱۵ روستا از قصبهٔ منحل شدهٔ «اوئگوم‌گانگ» [외금강면]
- ۲۰ روستا از قصبهٔ منحل شدهٔ «ریم‌نام» [림남면] (شهرستان تونگچون)
- ۳ روستا از قصبهٔ منحل شدهٔ «سودونگ» [수동면]
- ۱۲ روستا از قصبهٔ منحل شدهٔ «غربی (سو)» [서면]

این روستاهای فوق الذکر، به شرح زیر ادغام شده و به ۱ شهرک و ۲۵ روستای نهائی تبدیل شدند:

- شهرک
  1. گوسونگ [고성읍] از ادغام روستاهای «اونجونگ» [온정리]، «چانگده» [창대리]، «یانگجین» [양진리]، و بخشی از روستای «ریونگ‌گیه» [룡계리] (قصبهٔ منحل شدهٔ «اوئگوم‌گانگ»)

- روستاها
  1. اونجون [운전리] از ادغام روستاهای «اونام» [운암리]، «داجون علیا (سانگ‌داجون)» [상다전리]، «دوئام» [두암리]، «ریه‌رون» [례륜리] (قصبهٔ منحل شدهٔ «ریم‌نام»، شهرستان تونگچون)
  2. اونگوک [운곡리]  (قصبهٔ منحل شدهٔ «اوئگوم‌گانگ»)
  3. بوکسونگ [복송리] از ادغام روستاهای «بوکدونگ» [복동리]، «جانگنیم» [장림리]، «سونگ‌بانگ» [송방리]، «مالگو» [말구리] (قصبهٔ منحل شدهٔ «ریم‌نام»، شهرستان تونگچون)
  4. بونگهوا [봉화리] از ادغام روستاهای «گیه‌وول» [계월리] و «نه‌چیم» [내침리] (قصبه‌های منحل شدهٔ «اوئگوم‌گانگ» و «غربی (سو)»)
  5. جانگپو [장포리] از ادغام روستاهای «پوهانگ» [포항리]، «جانگدو» [장도리]، «چودونگ» [추동리] (قصبه‌ٔ منحل شدهٔ «اوئگوم‌گانگ»)
  6. جانگجون [장전리] از ادغام روستاهای «جویانگ» [조양리]، «سوسونگ» [서성리]، «گیونگهه» [경해리]، «نام‌پیونگ» [남평리]، و بخشی از روستای «بوکسونگ» [북성리] (شهرک منحل شدهٔ «جانگجون»)(شامل منطقهٔ شهریِ شهرکِ منحل شده)
  7. جودون [주둔리] از ادغام روستاهای «ریوسونگ» [류성리]، «هوائو» [화우리] و بخشی از روستاهای «ریونگ‌گیه» [룡계리] و «گانچون» [간천리] (قصبه‌های منحل شدهٔ «اوئگوم‌گانگ» و «غربی (سو)»)
  8. جونگ‌گوک [종곡리] از ادغام روستاهای «اوریجین» [오리진리] و «شینهونگ» [신흥리] (قصبهٔ منحل شدهٔ «اوئگوم‌گانگ»)
  9. جوهوم [주험리] از ادغام روستای «جوهوم» و بخشی از روستای «بوکسونگ» [북성리]] (شهرک منحل شدهٔ «جانگجون»)
  10. چوگو [초구리] از ادغام روستاهای «پوئویجین» [포외진리]، «چوگو»، «ده‌گانگ» [대강리]، «گام‌کوول» [감퀄리] (شهرک منحل شدهٔ «گوسونگ»)
  11. دوپو [두포리] از ادغام روستاهای «جانگنیونگپو» [장룡포리] و «دوبِک» [두백리] (قصبهٔ منحل شدهٔ «ریم‌نام»، شهرستان تونگچون)
  12. رونگ‌دونگ [릉동리] از ادغام روستاهای «دادونگ» [다동리]، «رونگ‌کوول» [릉퀄리]، «ریودونگ» [류동리] (قصبهٔ منحل شدهٔ «ریم‌نام»، شهرستان تونگچون)
  13. ریومسونگ [렴성리] از ادغام روستاهای «دونگجا‌وون» [동자원리]، «ریومسونگ بیرونی (نه‌ریومسونگ)» [내렴성리]، «ریومسونگ درونی (اوئ‌ریومسکونگ)» [외렴성리] (قصبهٔ منحل شدهٔ «ریم‌نام»، شهرستان تونگچون)
  14. سامیلپو [삼일포리] از ادغام روستاهای «رانگ‌جونگ» [랑정리] و «ساپیونگ» [사평리] (قصبه‌ٔ منحل شدهٔ «اوئگوم‌گانگ»)
  15. سونگبوک [성북리]  (شهرک منحل شدهٔ «جانگجون»)
  16. سونهاک [순학리] از ادغام روستاهای «جونسونگ» [전성리]، «چوهیون» [초현리]، «سونگتان» [송탄리] (قصبه‌های منحل شدهٔ «سوندونگ» و «غربی (سو)»)
  17. شینبونگ [신봉리] از ادغام روستاهای «اوریو» [오류리]، «دونده» [둔대리]، «شین‌نام» [신남리]، «میونگ‌مونام» [명문암리] (قصبهٔ منحل شدهٔ «ریم‌نام»، شهرستان تونگچون)
  18. گوبونگ [고봉리] از ادغام روستاهای «بوهو سفلی (هابوهو)» [하보호리]، «سانگ‌بوهو» [상보호리]، «گوبونگ» (شهرک منحل شدهٔ «گوسونگ»)
  19. گومچون [금천리] از ادغام روستاهای «جانگ‌جونگ» [류성리]، «یانگ‌سونگ» [양송리] و بخشی از روستای «گانچون» [간천리] (قصبهٔ منحل شدهٔ «غربی (سو)»)
  20. گوئوپ [구읍리] از ادغام روستاهای «جونگ‌اوئ» [중의리]، «شرقی (دونگ)» [동리]، «غربی (سو)» [서리] (شهرک منحل شدهٔ «گوسونگ»)(تا پیش از دسامبر ۱۹۵۲، مرکز اداری شهرستان)
  21. نامه [남애리]  (شهرک منحل شدهٔ «جانگجون»)
  22. وول‌بیسان[월비산리] از ادغام روستاهای «جونگ‌وول» [정월리]، «شیرانگ» [시랑리]، و بخشی از روستای «بوهیون» [보현리] (قصبه‌های منحل شدهٔ «سوندونگ» و «غربی (سو)»)
  23. هه‌بانگ [해방리] از ادغام روستاهای «ریونگجین» [령진리] و «سوئا» [서아리] (قصبه‌ٔ منحل شدهٔ «اوئگوم‌گانگ»)
  24. هه‌گومگانگ [해금강리] از ادغام روستاهای «ایپسوک» [입석리]، «بونگسو» [봉수리]، «مالمو» [말무리] (شهرک منحل شدهٔ «گوسونگ»)
  25. یوگیوک [유격리] از ادغام روستاهای «بِکچون» [백천리]، «ته‌بونگ» [태봉리]، «گومپونگ» [금풍리]، و بخشی از روستای «بوهیون» [보현리] (قصبه‌های منحل شدهٔ «سوندونگ» و «غربی (سو)»)

در دسامبر سال ۱۹۵۳ میلادی، محل مرکز اداری این شهرستان تغییر کرد. «شهرک گوسونگ» تقلیل درجه یافته و به نام یکی از روستاهای پیش-از-ادغامِ خویش، روستای «اونجونگ» [온정리] تبدیل شد. همزمان، روستای «جانگجون»، که مشتمل از منطقهٔ شهریِ اصلیِ شهرک منحل‌ شدهٔ جانگجون بود، به «شهرک گوسونگ» ارتقاء یافته و مرکز جدید این شهرستان شد.
در ماه مارس ۱۹۶۱ میلادی، روستای «یوگیوک» منحل شده و اراضی آن در روستای «وول‌بیسان» ادغام شد. (۱ شهرک و ۲۴ روستا)
در اکتبر سال ۱۹۶۷ میلادی، روستای «جوهوم» منحل شده و اراضی آن در شهرک «گوسونگ» (روستای سابق «جانگجون»)، مرکز شهرستان، ادغام شد. (۱ شهرک و ۲۳ روستا)
بین سال‌های ۲۰۰۲ تا ۲۰۲۴، بخش‌هایی از شهرستان گوسونگ و شهرستان گومگانگ رسما از استان گانگوون جدا شده و به عنوان منطقه توریستی کوه گومگانگ مدیریت شدند. هدف از این منطقه، ایجاد منطقهٔ ویژه اقتصادی-توریستی بود که شرکت‌های کره جنوبی، آزاد از قوانین و محدودیت‌های دولت کره شمالی می‌توانستند در امکانات و تأسیسات توریستی سرمایه‌گذاری کنند، و شهروندان کره جنوبی می‌توانستند هم محدودیت‌های دولت کرهٔ جنوبی، و هم محدودیت‌های کرهٔ شمالی را دور زده و به شمال سفر کنند. این منطقه از سال ۲۰۰۸ میلادی به بعد، پس از قتل «پارک وان‌جا»، رو به زوال رفت، و در نهایت در سال ۲۰۲۴ میلادی منحل شد.